# Општина Делени (Васлуј)
Делени (рум. Deleni) општина је у Румунији у округу Васлуј.
Oпштина се налази на надморској висини од 223 m.